# Маре Дибаба
Маре Дибаба Хурсса (амх. ዲባባ ማሬ) — эфиопская легкоатлетка, бегунья на длинные дистанции. Чемпионка мира 2015 года в марафоне с результатом 2:27.35.
Участница Олимпийских игр 2012 года в марафоне — 23-е место.

## Биография
С рождения и до 28 февраля 2009 года выступала за Эфиопию. Однако затем приняла гражданство Азербайджана, за который выступала до 31 января 2010 года под именем Маре (Мария) Ибрагимова. В ходе перехода в новую страну она фальсифицировала данные о своём возрасте. указав дату рождения 20 октября 1991 года. IAAF заметила это и попыталась запретить ей выступать на соревнованиях, тем не менее она выступила на командном чемпионате Европы 2009 года, где её сборная выступала в 3-й лиге. Она победила на дистанциях 3000 и 5000 метров. Также за время выступления за Азербайджан она установила национальный рекорд в полумарафоне — 1:08.45. Однако затем она вернулась в Эфиопию.
Не является родственницей эфиопских бегуний-сестёр Тирунеш Дибаба, Гензебе Дибаба и Эджегайеху Дибаба.

## Достижения
- Сямыньский марафон 2015 — 2:19.52 (1-е место)
- Бостонский марафон 2015 — 2:24.59 (2-е место)
- Сямыньский марафон 2014 — 2:21.36 (1-е место)
- Чикагский марафон 2014 — 2:25.37 (2-е место)
- Бостонский марафон 2014 — 2:20.35 (3-е место)
- Римский марафон 2010 — 2:25.38 (3-е место)
- Дубайский марафон 2012 — 2:19.52 (3-е место)